# Starkadr
Starkadr (en vieux norrois : Starkaðr ou Stǫrkuðr, et en latin : Starcatherus ou Starcadus), également connu sous le nom de Starkad ou Starkodder, est un héros de la mythologie nordique (jötunn).
Il est mentionné dans de nombreux textes qui reflètent différentes traditions. Plusieurs d'entre eux mentionnent son statut ou ascendance de géants.
Les textes les plus importants sur son mythe sont la Gautreks saga, et la Gesta Danorum (où son nom est latinisé en Starcatherus).

Dans ces deux récits, Starkadr semble faire l'objet d'un conflit d'intérêts entre les dieux Odin et Thor. Dans la Gesta Danorum, Starkadr est né monstrueux avec six bras, et Thor lui coupe les bras supplémentaires pour lui donner une forme humaine. À la différence de la saga où c'est le grand-père homonyme de Starkadr qui a des bras en trop et qui se fait tuer par Thor. Toutefois, par hérédité, le héros Starkadr hérite des marques de membres supplémentaires, trahissant son origine.

## Biographie

### Gesta Danorum
La Gesta Danorum est un texte évhémériste danois composé en latin vers 1200 par Saxo Grammaticus. Elle offre la description la plus détaillée du légendaire Starkadr, ici avec un nom latinisé en Starcatherus. Dans son récit, Saxo offre des précisions notables sur les mythes liant Starcatherus aux dieux Odin et Thor, précisant toutefois que ces dieux étaient en fait simplement des magiciens puissants qui auraient dupé les peuples nordiques à croire qu'ils sont des divinités.
Le chapitre 5 du livre sixième raconte que Starcatherus est le fils de Storwerkus (en vieux norrois : Stórvirkr), et le seul survivant d'un naufrage grâce à sa robustesse extraordinaire. Il se met ensuite au service du roi danois Frotho (en vieux norrois : Fróði) où ses exploits lui apportent la gloire. Saxo raconte qu'il est « historiquement établi » que Starcatherus est originaire de l'est de la Suède, mais il précise qu'il existe une légende populaire « insensée » qui ferait de Starcatherus un fils monstrueux de géants, né avec trois paires de mains, et que le dieu Thor lui aurait sectionné les membres en trop afin de lui donner une allure humaine.
La suite raconte qu'Odin souhaite la mort du roi de Norvège appelé Wicarus, et décide d'utiliser Starcatherus pour ce méfait. Odin dote alors à Starcatherus de ses qualités ; courage, magie et une vie trois fois plus longue que celle des autres humains afin qu'il puisse commettre trois fois plus de crimes à son compte. Starcatherus reconnaissant s'offre alors à la cour de Norvège et accompagne le roi Wicarus à une expédition maritime Viking. Une tempête les envoie dériver un an, alors pour apaiser les dieux ils décident d'opter pour le sacrifice humain. Le hasard des dés désigne que Wicarus soit sacrifié, alors Starcatherus simule le sacrifice en passant une corde d'osier autour du cou du roi. Mais la corde se durcit et étrangle ce dernier, et Starcatherus le tue d'un coup d'épée. Saxo précise qu'il ne croit pas à cette version de l'histoire, estimant qu'il est impossible que l'osier souple puisse durcir pour étrangler un homme.

### Saga des Ynglingar
Starkadr est brièvement mentionné dans la Saga des Ynglingar, texte évhémériste composé par Snorri Sturluson vers 1225. Starkadr est d'abord mentionné au chapitre 22 où il est nommé Starkaðr inn gamli, « Starkard le Vieux ». Il est un des champions qui combat aux côtés du roi danois Haki lorsque ce dernier défait les armées suédoises et devient roi de Suède,.
Starkadr est mentionné une nouvelle fois au chapitre 25. Ce chapitre raconte que le roi Aun est chassé une deuxième fois du trône de Suède par le roi danois Ali. Ce dernier règne vingt ans avant d'être tué par Starkadr, ce qui permet à Aun de reprendre son trône.

### Gautreks saga
La Gautreks saga est composée à la fin du XIIIe siècle et compile plusieurs traditions orales, dont une description détaillée mais incomplète de la vie de Starkadr.
Le grand-père de Starkadr est un géant également appelé Starkadr, qui kidnappe Alfhild, la fille du roi Alfr. Ce dernier demande alors au dieu Thor de lui rendre sa fille, alors le dieu tue Starkadr avant de lui ramener son enfant. Alfild est toutefois enceinte et enfante de Stórvirkr, qui devient un homme très fort et met sa force à la disposition du roi Harald d'Agder. Stórvirkr kidnappe à son tour Unn, la fille du roi d'Halogaland, et a un fils nommé Starkadr. Mais les fils du roi d'Halogaland tuent Stórvirkr et Unn, alors leur enfant Starkadr est ramené à la cour du roi Harald.
Le roi Herthjof de Hordaland attaque le roi Harald, conquiert son royaume et prend en otage son fils Vikar. Starkadr qui a 3 ans à l'époque est alors adopté par un sujet du roi Herthjof appelé Grani, qui s'avèrera être le dieu Odin. Neuf années plus tard, Vikar regroupe une troupe ainsi que Starkadr, qui à 12 ans est déjà un homme de grande taille, et tue le roi Herthjof et ses soldats, puis avec une armée s'empare de son royaume. Vikar envahit également le royaume de Kiev du roi Sisar, que Starkadr tue lui-même non sans recevoir des blessures graves.
Vikar devient un roi guerrier puissant et Starkadr son fidèle sujet. Ils partent en expéditions vikings avec une armée au nord de Hordaland mais se retrouvent coincés par des vents défavorables autour d'un groupe de petites îles. Ils apprennent par divination que le dieu Odin exige un sacrifice humain, toutefois le hasard désigne à chaque fois que c'est Vikar qui doit être sacrifié, la troupe décide alors d'attendre le lendemain pour décider du problème. Pendant la nuit, Starkadr est emmené sur une barque par son père adoptif Grani vers une des îles où se tient une assemblée de 11 personnes. Grani se place sur le douzième siège et est révélé être le dieu Odin, et l'assemblée décidera du destin de Starkadr.
À ce moment, les dieux Thor et Odin proclament chacun à leur tour les malédictions et bénédictions qu'ils lui offrent. Thor proclame que Starkadr n'aura pas de descendance, puisque sa mère a préféré un géant à lui-même. Odin lui accorde alors trois vies humaines, mais Thor réplique en proclamant qu'il commettra un acte infâme dans chacune. Odin lui assure qu'il aura les meilleurs habits et armes, Thor qu'il n'aura aucune terre, Odin qu'il aura de grands trésors, Thor qu'il ne sera jamais satisfait de ses biens, Odin qu'il obtiendra victoire et renommée à chaque bataille, Thor qu'il sera sévèrement blessé dans chacune d'entre elles. Odin rajoute que Starkadr aura le don de poésie, Thor réplique qui ne se souviendra jamais de ses œuvres, Odin réplique qu'il sera bien vu par les hommes nobles, et Thor qu'il sera détesté par le peuple. Après l'assemblée, Odin exige à Starkadr qu'il le remercie en lui offrant la vie de Vikar. Odin lui donne une lance qui ressemble aux autres à un simple roseau.
Les hommes de Vikar décident ensuite qu'ils feront un simulacre de sacrifice. Ils abattent un bœuf et Starkadr noue les intestins autour du cou du roi. Ensuite Starkadr lui dit qu'il le donne à Odin, et lance le roseau qui le transperce, alors que les intestins durcissent et l'étranglent.
Alors détesté par le peuple, Starkadr est contraint de fuir la Norvège et se met au service des rois d'Upsal. Il leur décrit les circonstances du meurtre de Vikar, qu'il considère comme son acte le plus infâme, et sa vie d'errant depuis, son service à Upsal avec des berserkers qui se moquent de lui. Ceux-ci critiquent ses cicatrices héritées des huit bras de son grand-père arrachés par Thor. Les rois d'Upsal lui offrent un bateau et Starkadr continue sa vie dans des expéditions vikings et remporte chacune des batailles.

### Beowulf
Son histoire est également relatée dans le poème anglo-saxon Beowulf.

## Famille

### Mariage et enfants
Avec Alfhild, fille du roi Alfr, il eut : 
- Bauggerd[6]

## Dans la culture populaire
- Le nom danois moderne de Starkad, Stærkodder, a été utilisé pour nommer un navire de guerre de la marine royale danoise.

- Starkad, en tant que Starkaðr le puissant, est mentionné dans le jeu vidéo de 2018 God of War, en tant que défunt Jötunn consacré par le peuple des Jötnar. Mímir raconte comment Thor le tue en lui arrachant six bras.

## Galerie deHistoria de gentibus septentrionalibus(1555)

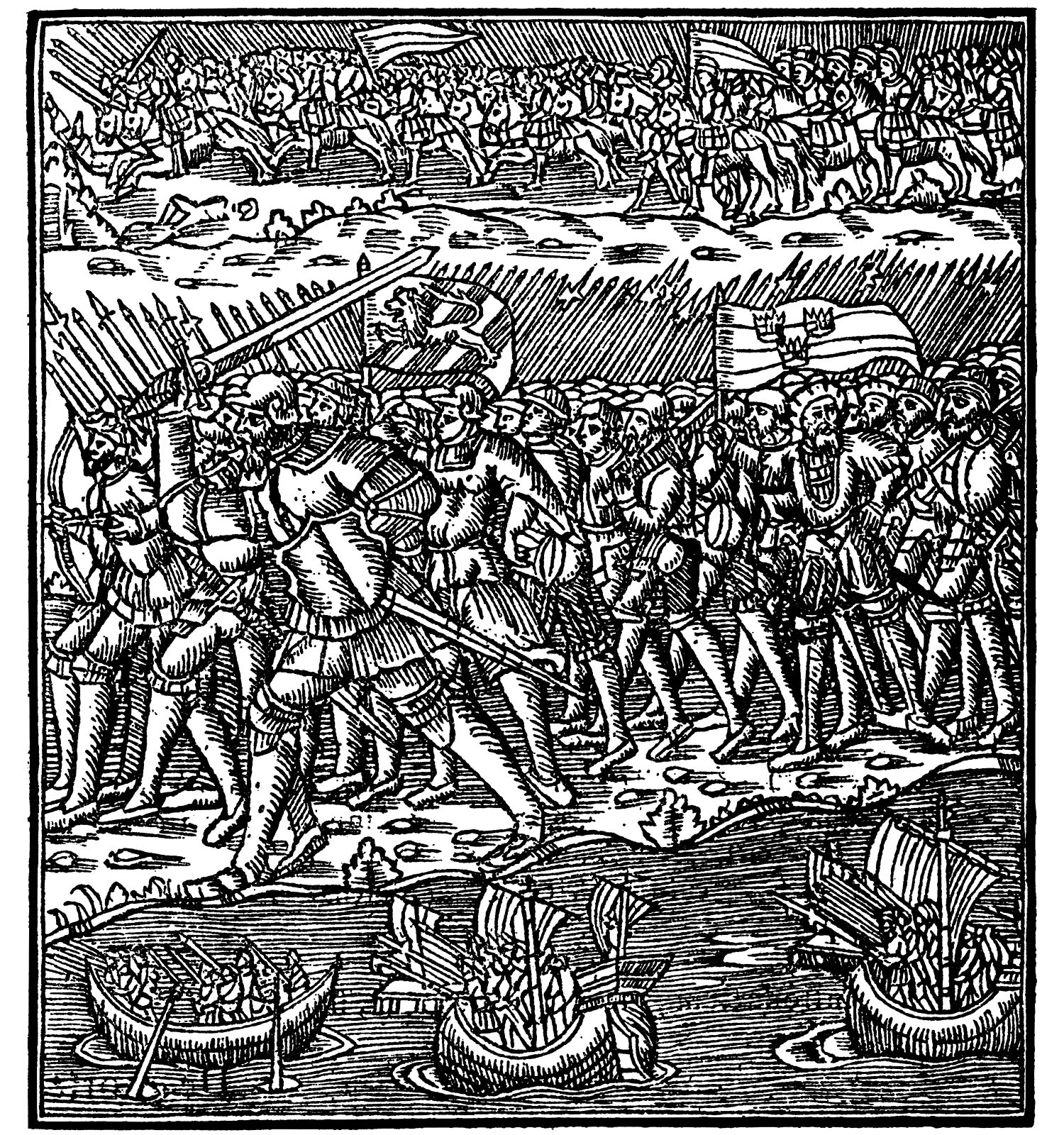
Starkad mène les Goths (bannière au lion) et les Suiones (bannière aux trois couronnes) lors de la bataille contre les Danes, par Olaus Magnus.
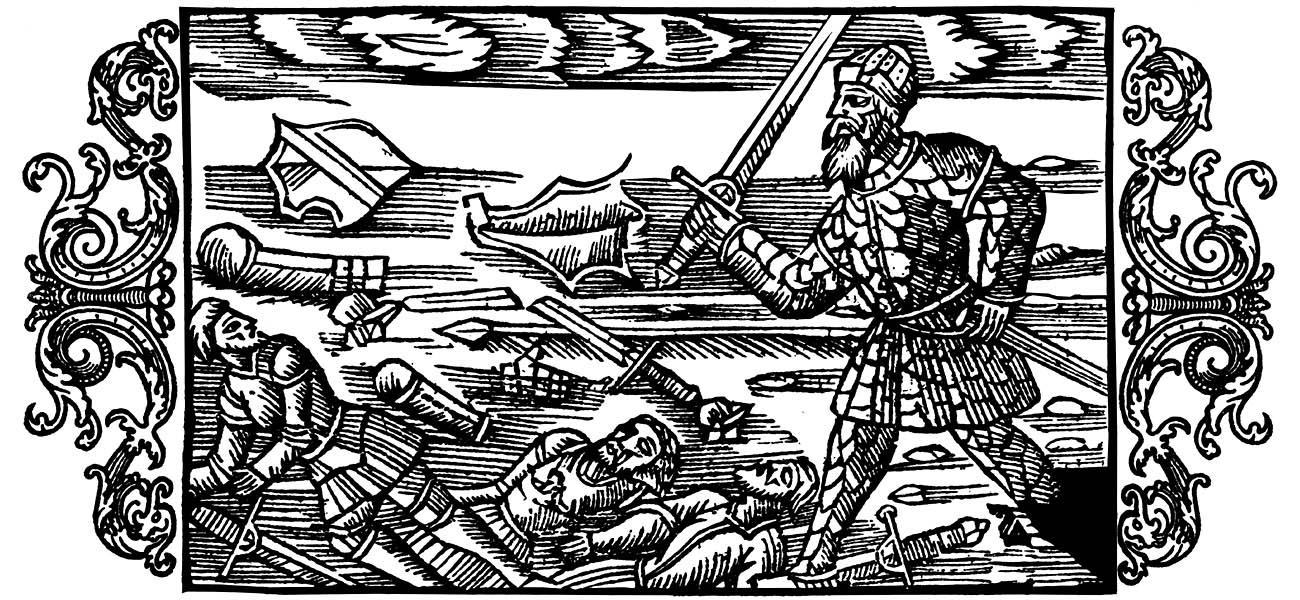
Starkad à la guerre, par Olaus Magnus.
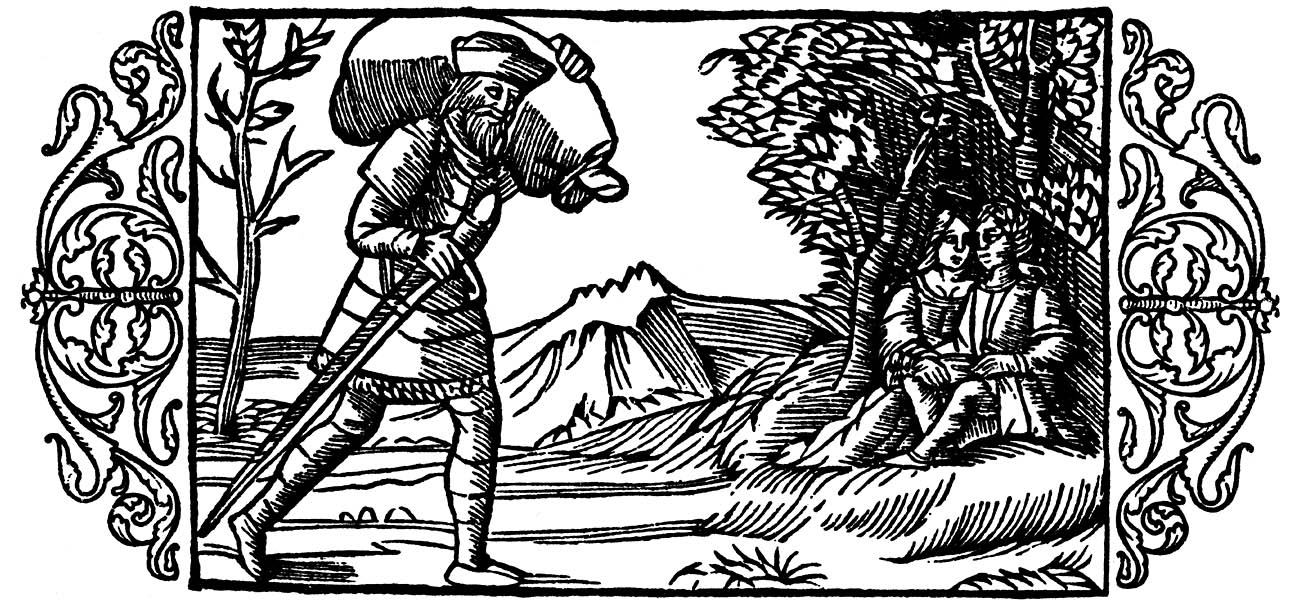
Starkad rencontre Ingeld avec sa maîtresse, par Olaus Magnus (Historia de gentibus septentrionalibus, 1555).
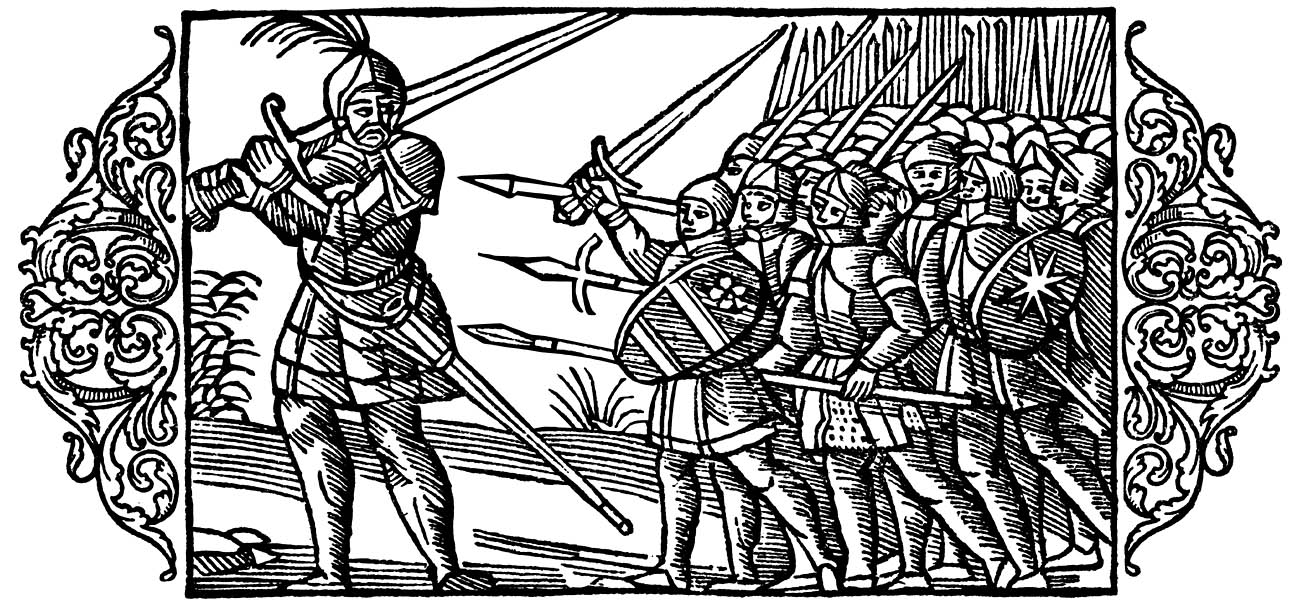
Starkad mène ceux qui sont oppressés par les neuf frères, par Olaus Magnus.
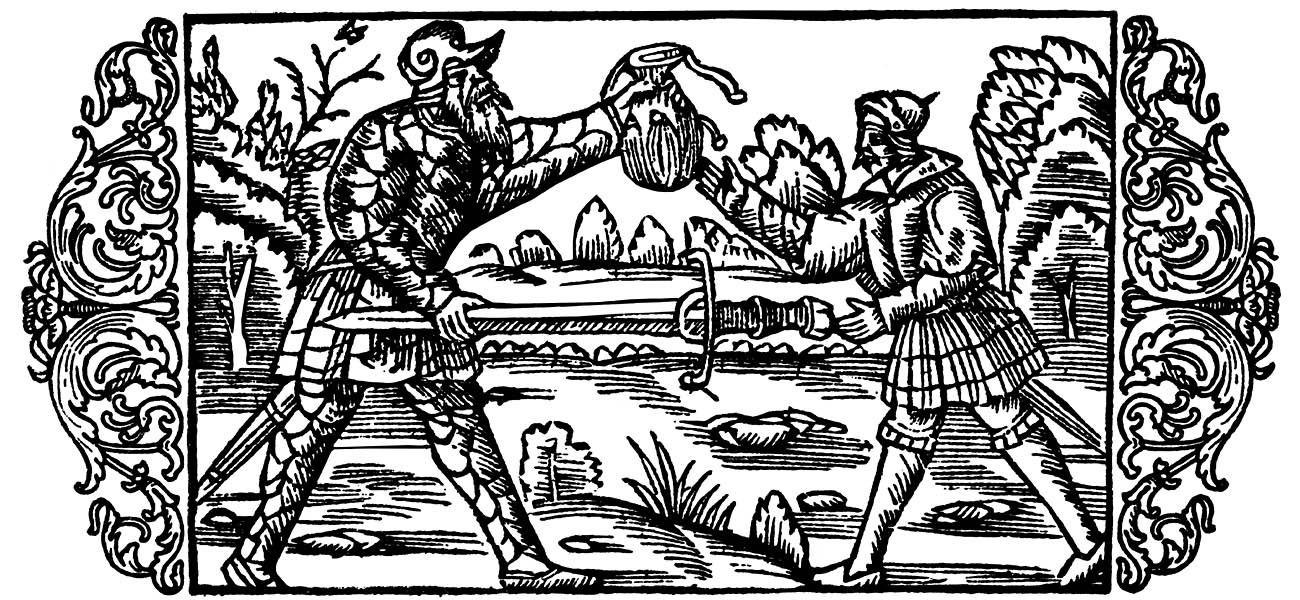
Starkad organise sa propre mort, par Olaus Magnus.